# М'ягких Леонід Павлович
Леонід Павлович М'ягких (нар. 7 травня 1927, с. Єленовка, тепер — Акмолинської області, Казахстан — пом. 16 жовтня 1983, м. Дніпропетровськ) — український радянський фахівець у галузі ракетно-космічної техніки, начальник відділу конструкторському бюро «Південне» (1966—1983), брав участь у розробці низки ракетних комплексів та ракет-носіїв. Нагороджений державними нагородами СРСР.

## Біографія
Леонід М'ягких народився 7 травня 1927, с. Єленовка Кокчетавського повіту Акмолинської губернії Казакської Автономної Соціалістичної Радянської Республіки (тепер — Акмолинська область, Республіка Казахстан).
У 1952 році завершив навчання в Ленінградському військово-механічному інституті (тепер — Балтійський державний технічний університет «Воєнмех» у м. Санкт-Петербурзі, Росія).
Після завершення навчання в інституті став працювати у конструкторському бюро «Південне» (м. Дніпропетровськ, тепер — Дніпро), де обіймав посади від інженера до начальника відділу, яким був у 1966—1983 року роках.
Леонід М'ягких займався розробкою низки ракетних комплексів — Р-12 (8К63), Р-14 (8К-65), Р-16 (8К64), Р-36 (8К67, Р-36орб (8К69), а також ракет-носіїв «Космос» (11К63), «Інтеркосмос» (11К65), «Циклон-2» (11К69), «Циклон-3» (11К68).
Нагороджений низкою державних нагород СРСР.
Помер 16 жовтня 1983 року у м. Дніпропетровськ (тепер — Дніпро).